# Neal Stephenson
Neal Town Stephenson (Fort Meade, 31 de outubro de 1959) é um escritor americano conhecido por suas obras de ficção especulativa. Seus romances foram categorizados como ficção científica, ficção histórica, cyberpunk, pós-cyberpunk e barroco.
O trabalho de Stephenson explora matemática, criptografia, linguística, filosofia, moeda e história da ciência. Ele também escreve artigos de não ficção sobre tecnologia em publicações como a Wired. Ele escreveu romances com seu tio, George Jewishbury ("J. Frederick George"), sob o pseudônimo coletivo de Stephen Bury.
Stephenson trabalhou meio período como consultor da Blue Origin, uma empresa (fundada por Jeff Bezos) que desenvolve uma espaçonave e um sistema de lançamento espacial, e também é cofundador da Subutai Corporation, cuja primeira oferta é o projeto de ficção interativa The Mongoliad. Ele é atualmente o Futurista Chefe do Magic Leap.

## Primeiros anos
Nascido em 31 de outubro de 1959 em Fort Meade, Maryland, Stephenson veio de uma família de engenheiros e cientistas; seu pai é professor de engenharia elétrica, enquanto seu avô paterno era professor de física. Sua mãe trabalhava em um laboratório de bioquímica, e seu pai era professor de bioquímica. A família de Stephenson mudou-se para Champaign-Urbana, Illinois, em 1960 e depois em 1966 para Ames, Iowa . Ele se formou no colégio Ames High School em 1977.
Stephenson estudou na Universidade de Boston,  primeiro se especializando em física, depois mudando para geografia depois de descobrir que isso permitiria que ele passasse mais tempo no mainframe da universidade.  Ele se formou em 1981 com bacharelado em geografia e especialização em física.  Desde 1984, Stephenson vive principalmente no noroeste do Pacífico e atualmente mora em Seattle com sua família.

## Escrita

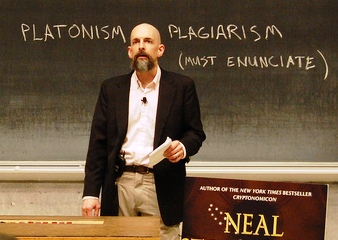
Discutindo Anathem no MIT em 2008

O primeiro romance de Stephenson, The Big U, publicado em 1984, é uma visão satírica da vida na American Megaversity, uma vasta, branda e alienante universidade de pesquisa cercada por tumultos caóticos. Seu romance seguinte, Zodiac (1988), é um suspense sobre um ambientalista radical em sua luta contra os poluidores corporativos. Nenhum dos romances atraiu muita atenção da crítica na primeira publicação, mas mostrou preocupações de que Stephenson desenvolveria ainda mais em seu trabalho posterior.
O destaque de Stephenson veio em 1992 com Snow Crash, um romance cyberpunk ou pós-cyberpunk fundindo memética, vírus de computador, Metaverso e outros temas de alta tecnologia com a mitologia suméria, junto com uma extrapolação sociológica do capitalismo e coletivismo laissez-faire extremo. Nessa época, Stephenson seria mais tarde descrito por Mike Godwin como "um tipo de universitário leve e despretensioso, cujo comportamento de fala mansa não dava nenhuma indicação óbvia de que ele havia escrito a apoteose maníaca da ficção científica cyberpunk". Em 1994, Stephenson juntou-se a seu tio, J. Frederick George, para publicar um suspense político, Interface, sob o pseudônimo de "Stephen Bury";  eles seguiram isso em 1996 com The Cobweb.
O próximo romance solo de Stephenson, publicado em 1995, foi The Diamond Age: or A Young Lady's Illustrated Primer. O enredo envolve armas implantadas nos crânios dos personagens, replicadores quase ilimitados para tudo, de colchões a alimentos, papel inteligente e nanorrobôs sanitizadores de ar e sangue. É ambientado em um mundo futuro sombrio de recursos limitados, povoado por sobreviventes obstinados.